# Потапов, Борис Ананьевич
Бори́с Ана́ньевич Пота́пов (1886—1955) — российский, советский статистик, экономист.

## Биография
В 1913 году окончил экономический факультет Московского коммерческого института.
В 1913—1917 годы работал статистиком Статистического бюро Олонецкого губернского земства.
В 1920—1943 годы работал в Статистическом управлении Карельской АССР: заведующий статистическим отделом (1920—1929), заместитель начальника, начальник управления (1932—1943).
Один из организаторов «Общества изучения Карелии».
В 1943—1952 годах — заместитель начальника Статистического управления РСФСР, затем начальник Статистического управления Московской области.

## Научная деятельность
Выполнил анализ материалов переписей населения 1920 и 1926 годов по Карельской АССР.
Был членом редколлегии органа Плановой комиссии и Статуправления Карельской АССР «Экономика и статистика Карелии» = Karjalan talous ja tilasto (в 1929—1935 — «Советская Карелия»).

### Избранные труды
- Вся Карелия : Справ.-адрес. кн. Карел. С. С. респ. / При участии С. Я. Гессена, В. И. Крылова, Б. А. Потапова [и др.]. — [Л.] : Гос. контора «Двигатель» при газ. «Экон. жизнь», 1925. — 177 с.
- Потапов Б. А. Динамика численности населения Карельской АССР // Экономика и статистика Карелии. — 1928. — № 2. — С. 126—134. (рус.) (фин.)
- Потапов Б. А. Итоги январской [1933 г.] переписи населения. [Карелия] // Сов. Карелия. — 1933. — № 1—2. — С. 104—112.
- Потапов Б. А. К вопросу об организации статистики рыболовного промысла. — Петрозаводск : Стат. упр. Авт. Карел. С. С. респ., 1926. — 24 с.
- Потапов Б. Конъюнктура народного хозяйства в Карелии конца 1924 г. (По матер. плановой комис) // Вестн. Карело-Мурман. края. — 1925. — № 8. — С. 1—6.
- Потапов Б. В. И. Крылов: 24 янв. 1874 г.— 10 июля 1928 г. [Некролог] // Карелия: Ежегодник Карел. гос. музея за 1928 г. — Петрозаводск, 1930. — Т.1. — С. 142.
  - // Экон. и стат. Карелии. — 1928. — № 2. — С. 187—188.
- Потапов Б. А. Народность, язык и грамотность населения Карелии : (Некоторые итоги переписи 1926 г.) // Экономика и статистика Карелии. — 1927. — № 4-6. — С. 94-110. (рус.) (фин.)
- Потапов Б. А. Некоторые данные об охоте как промысле крестьянского населения Олонецкой губернии // Вестн. Олонец. губерн. земства. — 1914. — № 8. — С. 10—13; № 9. — С. 5—7.
- Потапов Б. А. Обзор итогов переписи 1926 г. в КАССР // Экономика и статистика Карелии. — 1929. — № 3. — С. 134—157. (рус.) (фин.)
- Потапов Б. Обзор народного хозяйства Карельской Советской Социалистической республики за 1924/25 хоз. год // Экон. и стат. Карелии. — 1925 [изд. 1926]. — № 1-3. — С. 36—66. (рус.) (фин.)
- Потапов Б. А. Перепись населения [1923 г.] в Карелии // Карело-Мурман. край. — 1927. — № 1. — С. 17.
- Потапов Б. Промышленность и труд в первом квартале 1925/26 г. (Матер. к хоз. обзору АКССР) // Экон. и стат. Карелии. — 1926. — № 4-6. — С. 91—94.
- Потапов Б. А. Районное деление Карельской республики // Экон. и стат. Карелии. — 1928. — № 1. — С. 1—18. (рус.) (фин.)
- Потапов Б. А. Состав населения Карельской республики по месту рождения : (Стат. заметка) // Экономика и статистика Карелии. — 1926. — № 4-6. — С. 95-102. (рус.) (фин.)

## Награды
- орден Трудового Красного Знамени[1].